# Muskeg Lake 102E
Muskeg Lake 102E är ett reservat i Kanada.   Det ligger i provinsen Saskatchewan, i den centrala delen av landet, 2 400 km väster om huvudstaden Ottawa.
Omgivningarna runt Muskeg Lake 102E är en mosaik av jordbruksmark och naturlig växtlighet. Runt Muskeg Lake 102E är det mycket glesbefolkat, med 2 invånare per kvadratkilometer.